# Martin Grützmacher
Martin Georg Grützmacher (* 10. November 1901 in Heidelberg; † 11. Oktober 1994) war ein deutscher Physiker und Experte für Akustik bei der Physikalisch-Technischen Bundesanstalt (PTB).
Nach Kindheit und Jugend in Heidelberg begann Grützmacher zunächst ein Studium an der Technischen Hochschule in Danzig und ging dann nach Münster, wo er 1924 in Physik promovierte. Seine Doktorarbeit beschäftigte sich mit den dielektrischen Eigenschaften von Flüssigkeiten.
Erst über seine Mitarbeit beim Telegraphentechnischen Reichsamt kam er zu seinem späteren Forschungsfeld – der Akustik. 1930 wurde er Leiter des akustischen Laboratoriums im Reichspostzentralamt. Zu dieser Zeit arbeitete er mit Erwin Meyer an der gemeinsam entwickelten Suchtonanalyse zur Messung der Spektren von Musikinstrumenten.
1934 wurde Grützmacher von Johannes Stark an die Physikalisch-Technische Reichsanstalt (PTR), den Vorläufer der PTB, geholt. Als Regierungsrat baute er dort das Labor für Akustik auf. Das Akustik-Labor der PTR war seit seiner Gründung 1934 auch mit militärischen Aufgaben betraut. Während des Zweiten Weltkriegs arbeitete seine Abteilung VI (Mechanik und Akustik) insbesondere in der Erkundung des Schallfeldes fahrender Schiffe für die Steuerung von Torpedos und für akustische Minen. Wegen der Bombenangriffe auf Berlin wurde die Akustikgruppe schließlich nach Bad Warmbrunn in Schlesien verlegt. 1945 zog sie nach Göttingen.
Nachdem einige der verstreuten Mitarbeiter und Abteilungen der Reichsanstalt in Braunschweig wieder zusammengeführt worden waren, berief ein ad hoc gebildeter "Präsidialausschuss" mit Mitgliedern wie Werner Heisenberg, Hans Kopfermann und Robert Wichard Pohl unter der Leitung Max von Laues Grützmacher 1947 vorübergehend zum Leiter der Braunschweiger Dienststelle. Nach der Gründung der PTB leitete er die Abteilung Akustik bis zu seiner Pensionierung 1966. Daneben hatte er seit 1948 eine Honorarprofessur an der Technischen Hochschule Braunschweig inne.
Grützmacher war Schatzmeister des Verbandes Deutscher Physikalischer Gesellschaften (VDPG). Mit Erwin Meyer war er Herausgeber der Akustischen Zeitschrift in den 1930er und 1940er Jahren.

## Auszeichnungen
- 1953: Berufung in die Braunschweigische Wissenschaftliche Gesellschaft
- 1967: Verleihung des DIN-Ehrenrings
- 1980: Verleihung des Bundesverdienstkreuzes am Bande